# Steganacyna
Steganacyna (ang. steganacin) – organiczny związek chemiczny, lek cytostatyczny, lakton lignanowy występujący naturalnie w korze łodyg i wyciągu alkoholowym Steganotaenia araliacea rodziny Selerowatych wraz z m.in. stegananginą, steganolidem A, epistegananginą, steganonianami A i B (wszystkie oprócz steganonianu A działają cytostatycznie na różne linie komórek nowotworowych).
Dokonano zarówno częściowej, m.in. przez utlenianie steganu, jak i totalnej syntezy steganacyny.

## Aktywność farmakologiczna
Steganacyna hamuje polimeryzację tubuliny (przez wiązanie w miejscach typowych dla kolchicyny) in vitro i in vivo, jak również powoduje powolną depolimeryzację powstałych mikrotubul. W sposób kompetencyjny hamuje wiązanie kolchicyny do tubuliny, podobnie jak podofilotoksyna. Okazała się mniej toksyczna niż kolchicyna, lecz in vitro o większej aktywności przeciwnowotworowej. Aktywna wobec modelu białaczki P388 (dootrzewnowo) u myszy CD2F1 (CDF1) oraz in vitro wobec komórek ludzkiego raka nosogardzieli (KB). Hamuje też namnażanie się komórek linii HeLa in vitro.
| Środek          | ID100[10−6 M]             | ID50[10−6 M] |
| --------------- | ------------------------- | ------------ |
| Podofilotoksyna | 5                         | 2            |
| Steganacyna     | 7                         | 2            |
| Kolchicyna      | 10                        | 8            |
| Steganganina    | 20                        | 5            |
| Steganol        | powyżej 100 nie testowano | 100          |
| Steganon        | powyżej 100 nie testowano | 100          |

Poszukuje się też pochodnych o korzystniejszej właściwościach farmakologicznych, np. glikozydowych (−)-steganolu, pochodnych azowych i innych.
|              | Związek chemiczny | R1 | R2 |
| Steganacyna  | OCOCH3            | H  |    |
| Steganangina | OCO               | H  |    |
| Steganol     | OH                | H  |    |
| Steganon     | O                 |    |    |